# Verboide
Los verboides son las formas no finitas del verbo, es decir, aquellas que carecen de algunos de los rasgos morfológicos de las formas verbales prototípicas, como son los que expresan tiempo, modo, voz, persona y número. El tipo de verboides varía mucho de una lengua a otra y hay algunas que carecen de ellos completamente. Generalmente se reconocen cuatro tipos principales, siguiendo la tradición de la gramática latina (infinitivo, participio, gerundio y gerundivo) pero hay lenguas que poseen otros tipos de verboides, y los rasgos de un mismo tipo pueden variar mucho de una lengua a otra, incluso dentro de la misma familia. En general se denomina infinitivo al verboide que comparte más rasgos con un sustantivo, participio al que comparte más rasgos con un adjetivo y gerundio al que presenta más rasgos típicos de un adverbio. Generalmente los verboides no pueden ser el núcleo de una oración principal.

## Denominación
El término «verboide» (‘con forma de verbo’) alude al hecho de que estas formas comparten muchos, pero no todos los elementos característicos de los verbos. Frecuentemente se les llama también «formas no finitas» o «formas indefinidas» del verbo: al carecer de ciertas categorías gramaticales se considera que no están delimitados por ellas y que son por tanto «indefinidas» o más exactamente «infinitas» (en el sentido de ‘no definido’).

## Clases

### Infinitivo
El infinitivo es un derivado verbal que muestra sintáctica y semánticamente rasgos típicos de un sustantivo, como son el poder funcionar como sujeto u objeto, admitir artículo o preposición, etc. Como es una forma variable a la que puede afectar cualquier cambio circunstancial, tradicionalmente, y desde un punto de vista nocional, se le ha asignado el significado potencial de la acción, expresada por el lexema verbal. Así, para muchas lenguas, aunque no todas, es costumbre usar el infinitivo como lema o palabra de entrada de los verbos en un diccionario.

#### Infinitivo en castellano
El infinitivo en castellano adopta tres posibles sufijos que permiten conocer el modelo de conjugación del verbo: la terminación -ar para los verbos de la primera conjugación que siguen el modelo de amar; la segunda  conjugación es la de los verbos cuyo infinitivo acaba en -er (temer); finalmente, la terminación en -ir (partir) señala los verbos de la tercera conjugación. Presenta dos formas: la simple (amar, ser, salir) y la compuesta (haber amado, haber sido, haber salido).
El infinitivo puede presentarse formando parte de una perífrasis verbal. En ese caso es el que aporta el significado y los valores sintácticos de la perífrasis. Por ejemplo, en la oración Tenéis que estudiar la lección, el verbo estudiar es transitivo y lleva objeto directo la lección. Pero en Tenéis que ser puntuales: el viernes nos encontramos a las diez, el verboide ser lleva atributo puntuales.
En los casos en que no forma una perífrasis, el infinitivo suele funcionar como sustantivo o bien como verbo en determinadas oraciones subordinadas. Puede llevar artículo: El saber no ocupa lugar. En algunos casos, con su misma forma se ha creado un sustantivo pleno; por ejemplo, deber tiene dos entradas en el Diccionario de la lengua española, una como verbo y otra como sustantivo. Puede realizar todas las funciones propias del sustantivo: No me gusta romper las bolas; en este caso, las bolas es el objeto directo de romper y todo el sintagma romper las bolas es el sujeto de no me gusta. En Desean verlo, verlo es el objeto directo de desean y lleva, a su vez, objeto directo enclítico (lo). 
Puede aparecer como verbo de una oración subordinada cuando el sujeto de ambos verbos, principal y subordinado, coincidan: Venimos para verte.
A veces encontramos un infinitivo con un pronombre sujeto: El apoyar tú la propuesta me satisface (ejemplo de la Gramática de la Lengua Española de Emilio Alarcos Llorach). En este caso, tú solo puede ser sujeto de apoyar.

### Gerundio
El gerundio es, en diversas lenguas, una de las formas no finitas del verbo, es decir, una forma verbal que no se define por rasgos tales como el tiempo, ni el modo, ni el número, ni la persona. Su definición más concreta puede variar de una lengua a otra; en castellano se suele definir como la forma verbal no finita que tiene características comparables a las de un adverbio.
En castellano deriva del gerundium latino que, inicialmente, era el caso ablativo del gerundivum (participio de futuro pasivo). 

#### Gerundio en castellano
El gerundio tiene valor adverbial. Se forma con el sufijo -ando (verbos -ar) y -iendo (verbos -er e -ir). Los dos usos principales son:
- Con el verbo «estar» para expresar una acción simultánea con otra: «Está lloviendo», «En ese momento me estaba bañando», «¿Sabes en qué estoy pensando?».
- Con verbos de acción para expresar modo: «Voy corriendo», «Entró gritando», «Estudia leyendo en voz alta».

En suma, las unidades derivadas verbales están constituidas por el signo léxico y un derivativo que les confiere otras posibilidades funcionales y la capacidad de aceptar morfemas de tipo nominal.

### Participio

#### Participio en castellano
El participio viene a cumplir la función de adjetivo.
La forma verbal de participio en castellano procede del participio de pasado latino; se perdieron como formas verbales las correspondientes al participio de presente y de futuro, aunque hubo algún intento de introducir el de presente en la lengua culta del siglo X. Actualmente el participio es siempre pasivo en castellano y no posee formas compuestas; como es pasivo, puede llevar complementos agentes (amado por alguien, por ejemplo). En castellano denota siempre tiempo pasado y aspecto perfectivo, y sirve para formar los tiempos compuestos o perfectos de la conjugación regular (he cantado una canción, había venido, habré temido...), para conjugar la voz pasiva (la canción ha sido cantada por mí), para formar oraciones subordinadas (dicho esto, se murió, por ejemplo) absolutas o no, y para calificar a sustantivos (el libro prestado era bueno).
Los regulares se construyen de la siguiente manera: lexema del verbo + vocal inductora + vocal temática + morfema de participio + morfema de género + morfema de número. Los de la primera conjugación terminan en -ado/a, y los de la segunda y tercera, en -ido/a: de cantar, cantado; de temer, temido; de partir, partido.
Los participios irregulares ven desfigurado el lexema y pierden el morfema de participio: de ver, visto; de escribir, escrito; de bendecir, bendito. Existen verbos que tienen ambas formas: una para formar los tiempos compuestos (he freído la carne; ojalá haya imprimido el trabajo, por ejemplo), y otra que tiene función adjetiva (el huevo frito; el libro impreso).